# Euselasia arbas
Espèce
Euselasia arbas est un insecte lépidoptère appartenant à la famille  des Riodinidae et au genre Euselasia.

## Dénomination
Euselasia arbas a été décrit par Caspar Stoll en 1781 sous le nom de Papilio arbas

### Nom vernaculaire
Euselasia arbas se nomme en anglais Arbas Euselasia

## Description
Euselasia arbas est de couleur noire à suffusion cuivrée.
L'autre face est de couleur orange avec la partie basale séparée de la partie distale par une ligne orange vif. Aux postérieures la ligne submarginale de points noirs cerclés de blanc est centrée par un très gros ocelle noir.

## Biologie
Elle est peu connue.

## Écologie et distribution
Euselasia arbas est présent en Guyane, Guyana, au Surinam et en Colombie.

### Biotope
Il réside dans la forêt tropicale.